# The Backrooms
The Backrooms (Zasobje) je urbana legenda in srhljiva pasta, ki opisuje neskončen labirint naključno ustvarjenih pisarniških sob in drugih prostorov izven resničnega sveta. Za Zasobje so značilni vonj po stari mokri preprogi, stene z monokromastim tonom rumene barve in glasno brnenje flurescentnih luči.
Uporabniki interneta so razširili koncept z ustvarjanjem različnih "stopenj" Zasobja ter "entitet", ki jih naseljujejo.
Do danes so uporabniki interneta na spletnih straneh Fandom in Wikidot ustvarili tisoče različnih stopenj Zasobja.